# カプセルトイ

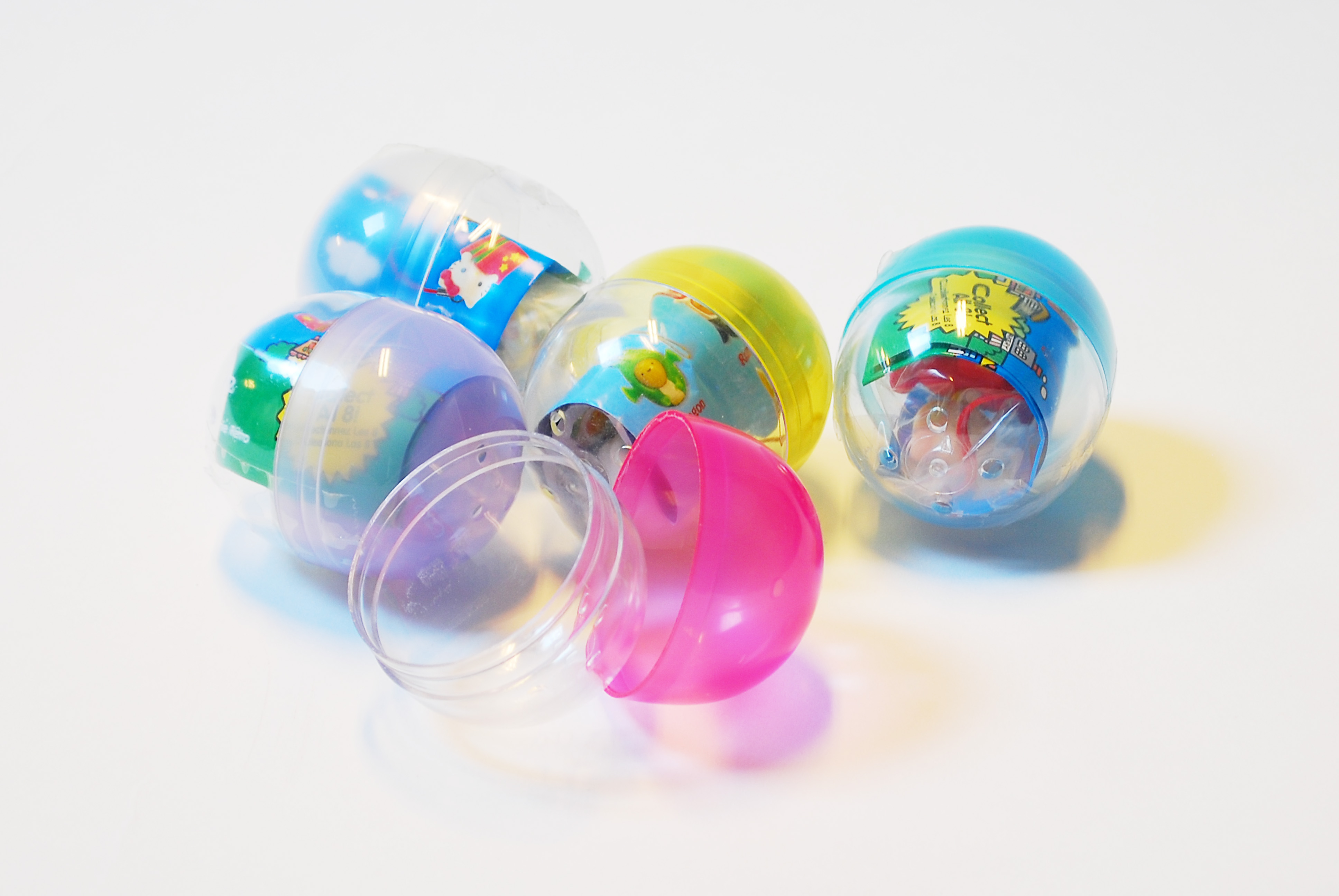
カプセルトイ

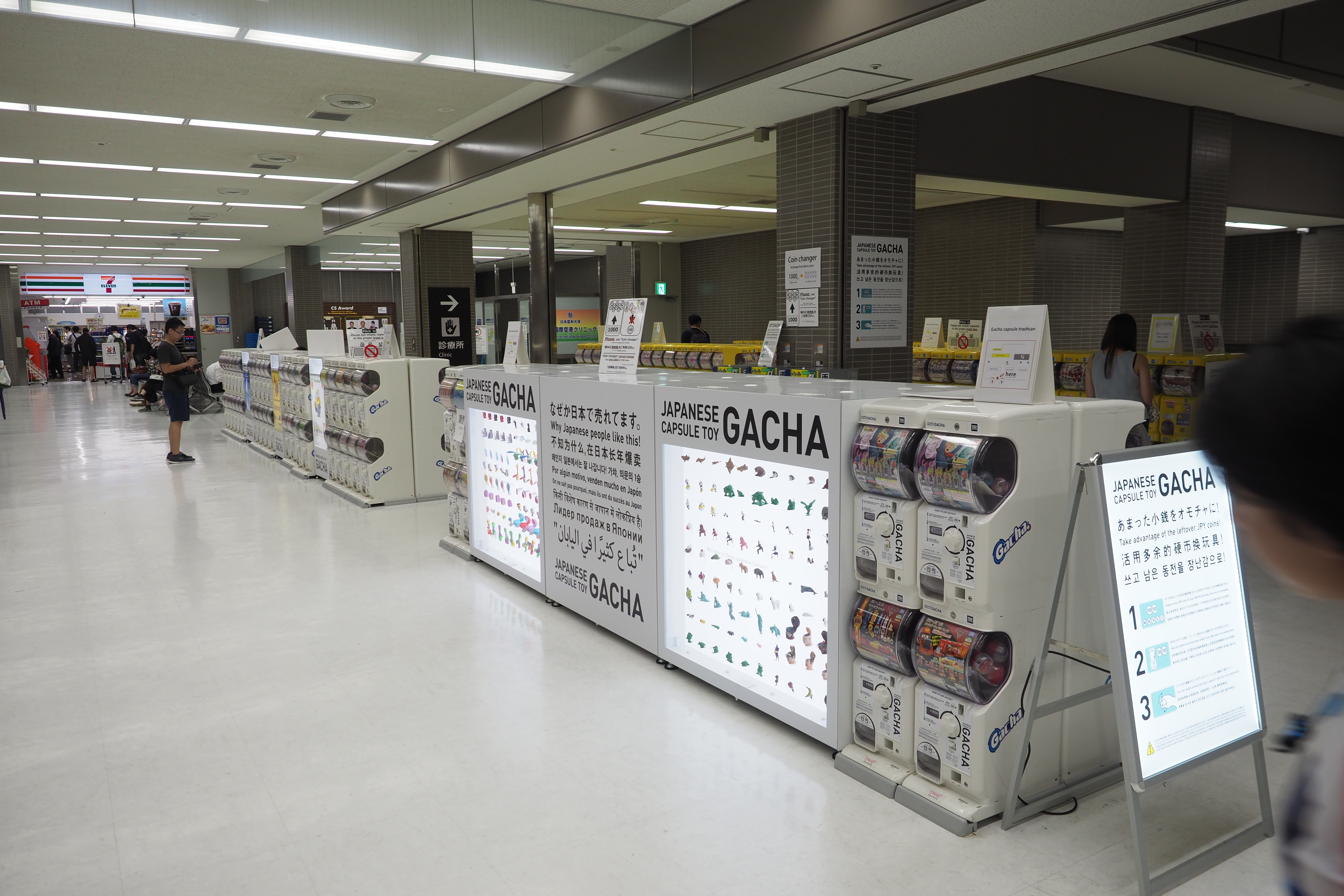
成田国際空港内に並べられた自販機。両替後に余った小銭の使い道として、国際空港には多くのカプセルトイが設置されている。

カプセルトイは、小型自動販売機の一種で、硬貨を入れ回転式レバーを回すとカプセル入りの玩具などが出てくるもの、またその取り出した玩具を指す。ガチャガチャ、ガシャココ、ガチャポン、ガシャポン、ガチャ、ピーカップなど、時代や地域や販売メーカーによって様々な名称が存在するが、これは各社によって商標登録がされているためである。本記事では「カプセルトイ」と呼称する。

## 概要
カプセルトイは、カプセル自動販売機によるミニ玩具の総称。また、玩具以外の商品が入っているケースもある（後述）。ひとつの販売機に（同一シリーズの）数種類の商品が入れられており、その中のどれかが無作為に出てくるという場合が多い販売システムである。またカプセル自体は半分透明で内容物が見えるものが多い（透明ではなく中に何が入っているのか秘密にしているものもある）。
本体のコイン投入部に硬貨をセットしてレバーを回転させることで商品を取り出すものであり、使用する硬貨の種類や枚数によって10円用、50円用、100円用、200円用、500円用などの種類があり、封入されている商品の価格に合わせた機種が用いられる。なお、硬貨ではなく別売の専用メダルを用いるものもある。2019年、バンダイが電子マネー払いに対応した「スマートガシャポン」の設置を開始した。
カプセル自動販売機自体はアメリカで考案されたものである。球体ガムの小型自動販売機がその始まりとされ、やがて球体ガム以外に球体カプセルに小さな玩具を入れた販売も始まり、アメリカで流行した。
日本には1965年にペニイ商会（現・ペニイ）がアメリカから輸入し、1970年代に全国各地に広まった。参入するメーカーも増えていき、オリジナル玩具に加えて版権キャラクターものも投入されるようになるとますます普及していった。駄菓子屋やスーパーマーケットなどによく設置されており、一箇所に複数台の機器が置かれている場合が多い。食玩やフィギュアなどの流行とともにカプセルトイも多種多様に増え、2000年代以降はカプセル自動販売機のみを数十あるいは100台以上並べた専門店も登場したり、観光地に設置してご当地グッズを扱うケースもある。
ユニークな設置例として、和歌山電鐵の「おもちゃ電車」では鉄道車両の車内に、西日本鉄道の観光向け循環バス「ぐりーん」ではバス車内にカプセル自動販売機を設置している。他にも、成田空港や関西空港など国際線が多数就航している空港の出発ロビーにも多数設置されている。
メーカーやショップには、バリューマーチャンダイズ（日商貿易）、アトリエ彩、エグゾースト、エポック社、海洋堂、カフェレオ、（有）足利コスモス、ヤマトコスモス、コナミ、CM'sコーポレーション、スプリング、ソリッドシアター、トイズプランニング、トイズワークス、バイス、バンダイ、バンプレスト、ミレニアム（今野産業）、メガハウス、タカラトミーアーツ（旧：ユージン）、ARTS-TV：メーカー発の動画コンテンツ、和風堂玩具店、石川玩具、などがある。

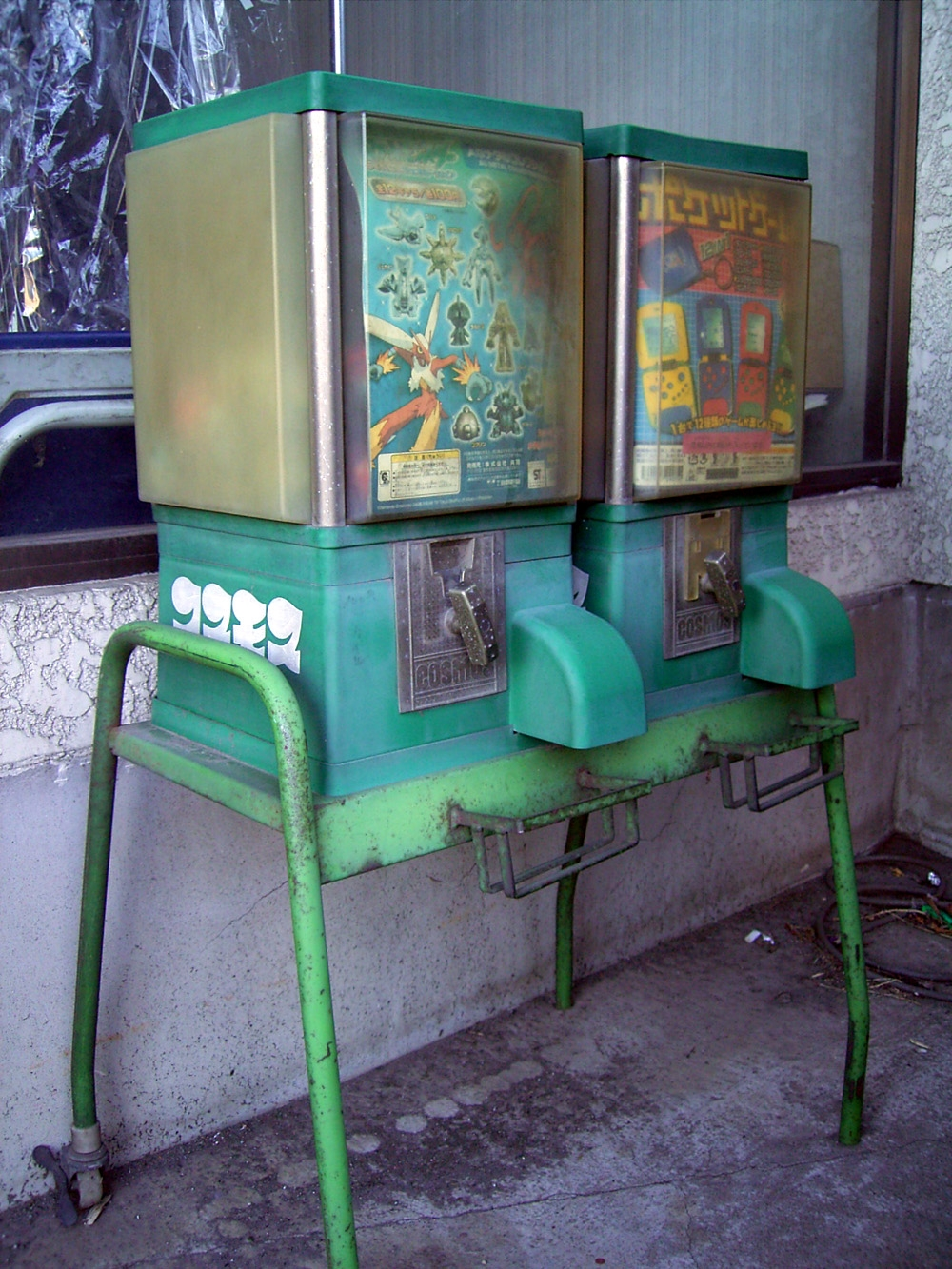
1980年代のコスモスガチャガチャ横2台連結タイプ （手動式100円硬貨専用タイプ）
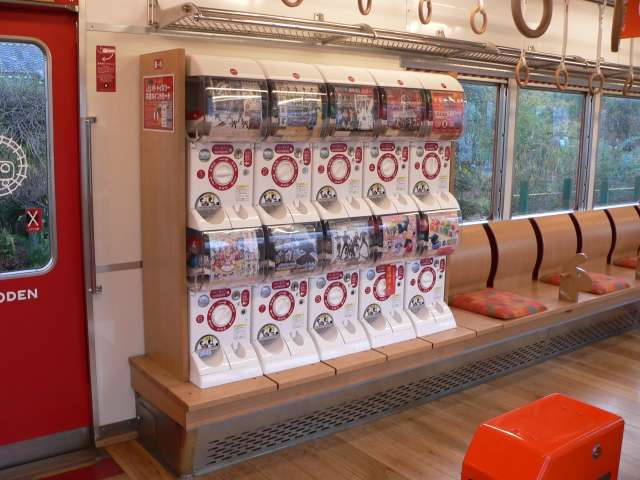
おもちゃ電車内のカプセルトイ自販機。2007年設置。
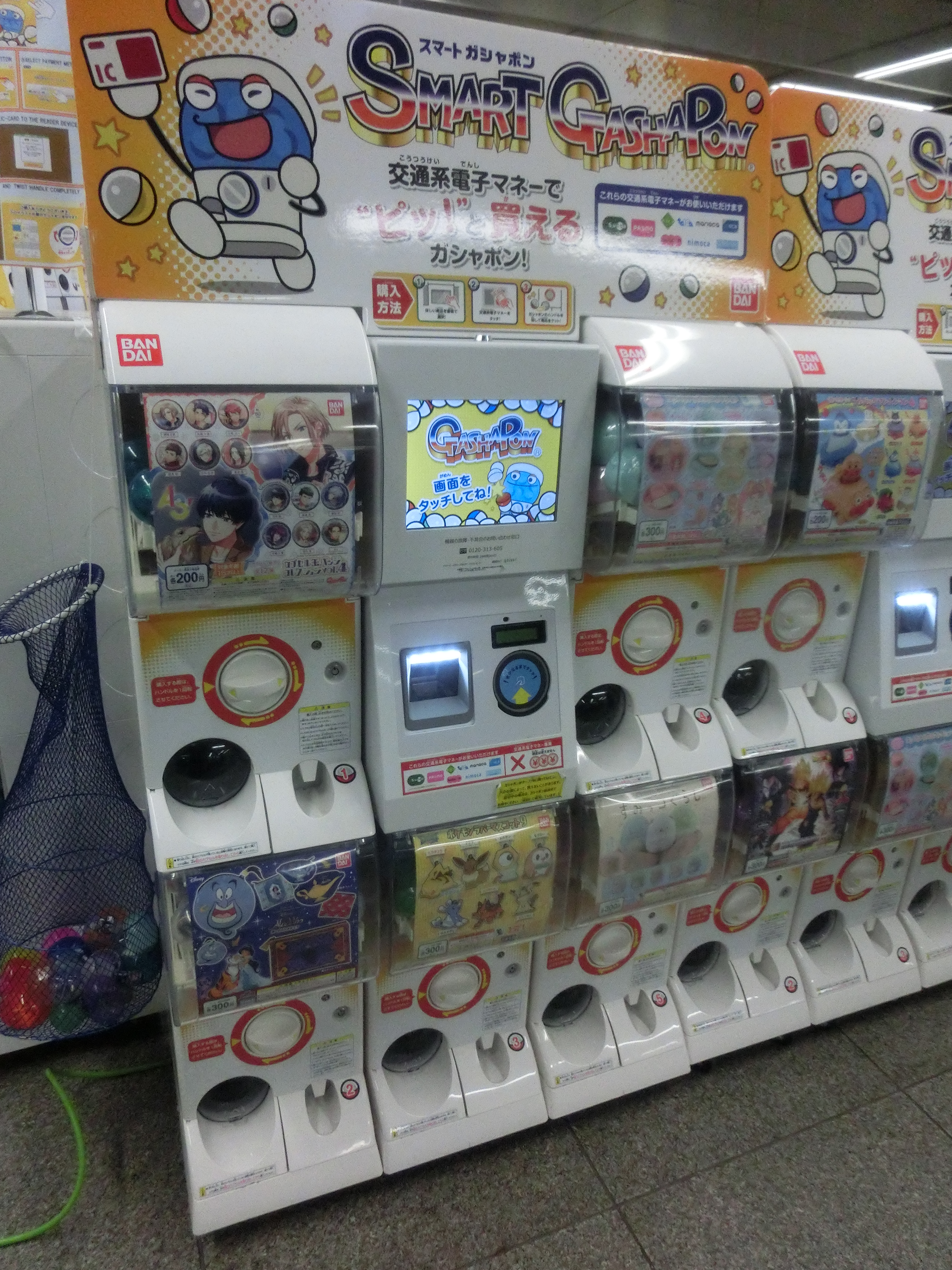
電子マネー対応のカプセルトイ自販機。2019年撮影

## 同様の販売形態を持つ物
同じように硬貨を入れて、ダイヤルを回して購入するものであっても、カプセルに入っていないものとして、球体のガムやスーパーボール、トレーディングカード（これを特にカードダスと言う）などの自動販売機も存在する。その他、通常の自動販売機同様に硬貨を投入するものもあり、レバーを下げる方式等の箱入り玩具の自動販売機や、ムーバー乗物型、ゲーム機型（等価で必ず商品を販売）の他、過去には等身大ヒーロー型（テーマ曲が流れカプセルが出て来る等）も存在した。

## 封入されている玩具・商品
封入されている玩具は、かつては日本におけるカプセルトイ草創期のメーカーであるバリューマーチャンダイズ（日商貿易）やコスモスの製品にみられたような幼稚園から小学校中学年あたりの子供を対象とした物が主であり、たとえば流行しているものを題材とした消しゴム（実際は消せない塩ビのゴム製フィギュアの場合がほとんど）などが入れられる場合、スーパーカー消しゴム、怪獣消しゴム、キン肉マン消しゴム（キン消し）やガシャポン戦士を主とするアニメキャラクター消しゴム、力士消しゴム、プロレスラー消しゴム、などが作られた。その他、販売店において交換するような商品の場合には、当たり交換専用のカプセルが直接入っていたり当たりの紙が封入されており、当たり以外の商品はグリコのおまけのようなものが多く封入されていた。
その後、バンダイのガシャポンHGシリーズなどで世間への認識を拡大させ、ユージンなどの他社も交えて数々のシリーズを展開する大ヒット商品媒体となっている。1990年代後半以降は、子供だけでなくより上の年齢層にも販路が広がり、品質も上昇している（高品質な分、価格も若干上がる。2010年以降は中国のコスト高騰による値上げがほとんど）。ドラマ・マンガ・アニメ・ゲームを題材にした俗にいうオタク向けなマニアックな商品が多いが、それ以外にも従来のような子供向けオリジナル玩具はもちろん、リアルなものからシュールなものまで、幅広く多種多様な商品が出ている。
また、青少年の健全な育成を推進する社会的な風潮の高まりを受け、児童向けでないキャラクターや武器などをモチーフとした製品の購入を15歳以上の者に限定する年齢制限が導入されるなど、自主規制の強化も同時に行われるようになったが、年齢認証装置が搭載された自動販売機が未だに存在せず、対象年齢未満の子供でも簡単に年齢制限対象商品が購入できてしまうため、成人向け雑誌の自動販売機などと同様に問題視されることもある。
2000年代より、観光地・特定地域向けに設置されたカプセル自動販売機については限定商品（ピンズ、ストラップ、巾着袋、クーポン、等）をご当地グッズとして封入しているケースもある。
日本航空では廃棄される航空機の部品を封入したカプセルトイを限定販売したことがある。
これらの玩具はその販売形態の性質上、自ら商品を選んで購入することが出来ず、重複したものを他人と交換してすべて揃えるという方法も用いられることから、同様に中身を選ぶことが出来ない食玩などと合わせて「トレーディングトイ」「トレーディングフィギュア」などと呼ばれることもある。

## 用語の転用・ネットスラング
上記のように購入後、払い出されるまで商品が確定しないプライズシステムから転じて、ビデオゲーム、特にソーシャルゲームなどにおける（現品でないデータ上の）アイテムやキャラクターなどもこの形態で販売・取得されることもあり、これらゲーム類やインターネット上でのランダム型アイテム類の販売形態を「○○ガチャ」（○○には品名、アバター、アイテム、コンプリートなどの言葉が入る）と呼称している場合も多い。これらの排出に関しては後年、そのギャンブル的射幸性や過剰課金などの問題もあり、提供割合が提示されるように定められた。同様のシステムを、英語ではルートボックス（Loot Box、戦利品箱の意）と呼ぶ。
2020年代になると、派生した若者言葉・俗語さらにはネットスラングとして、自らの意志でそれを選ぶことが出来ず、なおかつそれによって人生が決定される（またはされてしまった）ことを意味する「○○ガチャ」（親ガチャ、子ガチャ、身長ガチャ、顔面ガチャ、配属ガチャなど）という語もある。

## 香港のカプセルトイ
香港にも扭蛋（ナウダン）と呼ばれるカプセルトイが存在する。広東語特有の言葉で、「扭」は機械のハンドルを回す動作、「蛋」は小さな玩具やフィギュアが入る円筒形のカプセルを意味する。「扭蛋」は3つの要素である表紙、蛋紙と殻からなっており、表紙とはマシンの上に張っている商品説明、蛋紙とは内のおもちゃの種類の詳しい説明を記述してある紙、殻とは外の部分にある円筒形のプラスチックを指す。子どものみならず大人にも人気があり、様々な店で販売されている。

## 関連企業
- アオシマ - ポケットパワーシリーズを販売している。
- エポック社
- ハピネット - ガシャココ（店舗名）
- バンダイ→ バンダイナムコホールディングス - ガシャポン
- タカラ→ タカラトミー・タカラトミーアーツ - ガチャ、ガチャンコステーション
- セガ フェイブ
- 奇譚クラブ
- コスモス
- キャマック - 未上場、｢築地銀だこ｣などのフランチャイズ展開や1000円ガチャの運営など[14]。
- ブシロードクリエイティブ - 「TAMA-KYU」ブランドで展開。
- ケンエレファント
- ドリームカプセル
- トーシン - カプセルトイ専門店「#C-pla」（シープラ）を展開。
- SO-TA - スタジオソータのブランドで展開。
- ルルアーク - カプセルトイショップやアミューズメント施設の運営企業